# Портюг (деревня)
Портюг — деревня в Межевском муниципальном округе Костромской области.

## География
Находится в северной части Костромской области на расстоянии приблизительно 20 км на север по прямой от села Георгиевское, административного центра округа.

## История
Деревня уже фигурировала на карте 1840 года. В 1872 году здесь было учтено 12 дворов, в 1907 году — 37. До 2021 года деревня входила в состав Никольского сельского поселения до его упразднения.

## Население
Постоянное население составляло 90 человек (1872 год), 167(1897), 212 (1907), 19 в 2002 году (русские 68 %, азербайджанцы 32 %), 2 в 2022.